# Сухраб

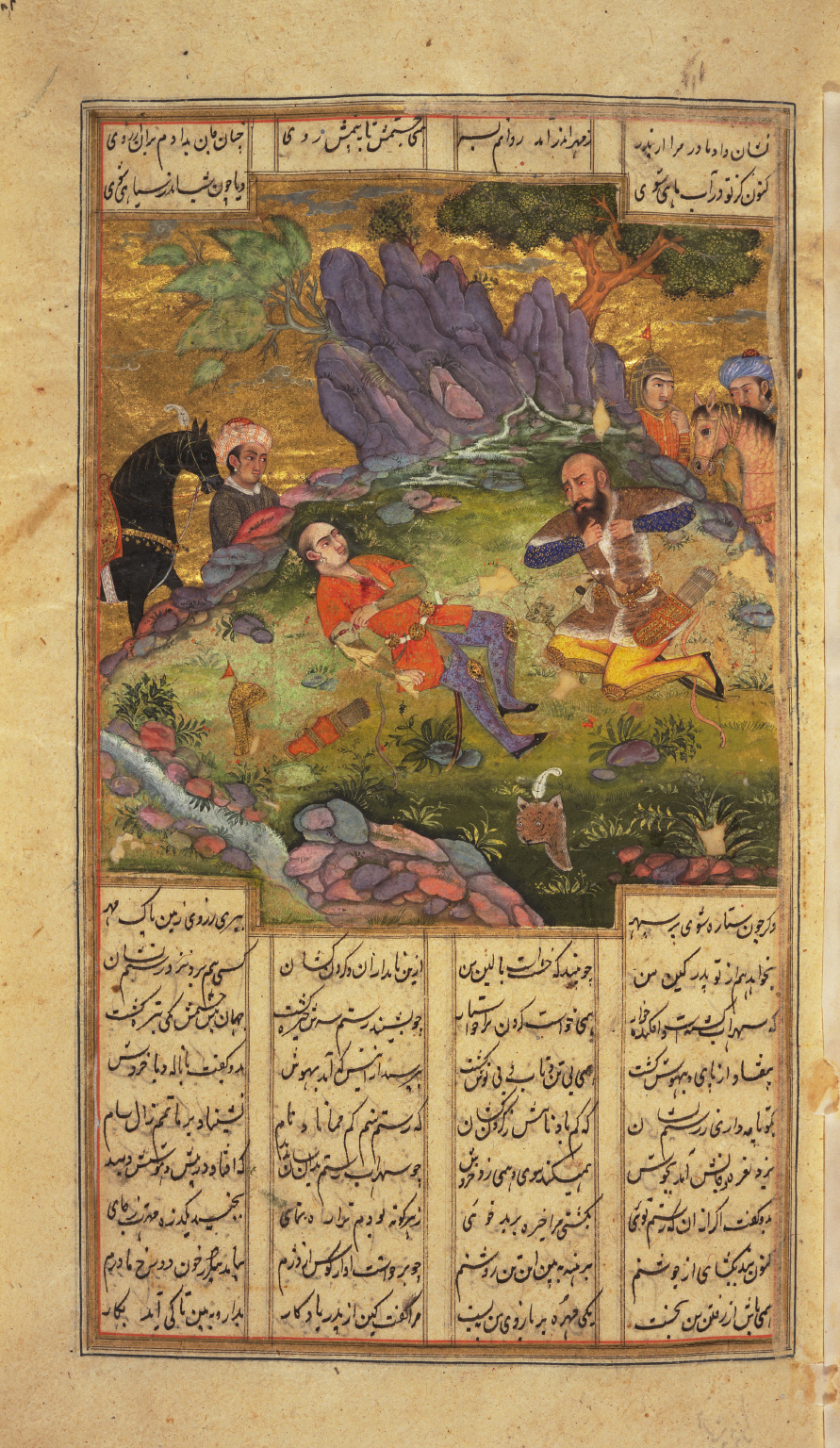
Рустам оплакивает Сухраба

Сухраб (перс. سهراب‎; тадж. Суҳроб) — легендарный герой персидско-таджикского народного эпоса, одна из центральных фигур написанного Фирдоуси «Шахнаме», сын Рустама.

## Предание
Рустам — наряду с Сиявушем и Исфандияром — главные эпические герои «Шахнаме». Основным материалом для Фирдоуси при создании образа Рустама явился цикл сакско-согдийских сказаний о легендарном богатыре.
Охотясь во владениях вассала Афрасиаба — саманганского царя из рода Заххака, Рустам влюбляется в его дочь Тахмину, у которой от Рустама после его отъезда рождается прекрасный богатырь Сухраб. Когда мальчик подрос, она рассказывает ему об отце и даёт ему браслет с драгоценным рубином, который ей специально оставил Рустам и по которому тот должен был узнать сына.
После достижения совершеннолетия Сухраб начинает служить туранскому царю Афрасиабу. Владыка Турана скрывает от Сухраба имя его отца и посылает его на единоборство с Рустамом, приказав ему выступить против Ирана.
Сухраб отправляется на поиски Рустама, вступает в бой с охраняющим пограничный Белый замок богатырём Хаджером и пленит его, с богатырской девой Гурдофарид, которая хитростью спасается от одолевшего её Сухраба. Однако, происходя от сил зла, Сухраб обречён роком на гибель. Происходит трёхкратный поединок Рустама и Сухраба, не опознавших друг друга (сюжет мирового фольклора: бой отца с сыном, см. напр. Илья Муромец и Сокольник). Хитростью Рустам в третьем поединке одолевает и убивает Сухраба и лишь после этого, по его предсмертному слову и камню на браслете на его руке, узнаёт сына.
Предание о Рустаме и Сухрабе имеет много общего с германскими и кельтскими героическими легендами и мифами.